# 斯特凡大公村鄉 (克勒拉希縣)
44°30′N 26°15′E / 44.500°N 26.250°E
斯特凡大公村鄉（Ștefan cel Mare）是羅馬尼亞的鄉份，位於該國南部，由克勒拉希縣負責管轄，面積23平方公里，海拔高度36米，2007年人口3,352人，人口密度每平方公里143人。